# Les Mondes francs
Les Mondes francs est un recueil de nouvelles francophones de science-fiction publié en 1988.
Il est le premier volume, sur six actuellement parus, de la série spéciale de La Grande Anthologie de la science-fiction.
Ce volume, consacré comme les autres ouvrages de la série spéciale aux auteurs francophones, réunit dix-huit nouvelles parues entre 1953 et 1977.

## Publication
- Gérard Klein, Ellen Herzfeld et Dominique Martel (dir.), Les Mondes francs, coll. « Le Livre de poche » n°7096, 1988.

## Extrait de la préface
« 
(…) La sélection de nouvelles qui compose cette anthologie a été effectuée dans la seule perspective de la qualité et de l'originalité  des textes. Elle n'a pas de dimension historique, en ce sens que les anthologistes n'ont pas cherché à reconstituer un état passé du genre, mais à réunir des textes qui ont conservé toute leur actualité et qui assurent au lecteur un même plaisir de lecture que lors de leur première parution. Il est remarquable d'y trouver des auteurs qui n'ont produit que quelques textes et parfois un seul comme Jean Porte, à côté d'écrivains confirmés comme Pierre Boulle, Philippe Curval, Jacques Sternberg ou André Ruellan.
Rétrospectivement, l'influence de la science-fiction américaine semble réduite. L'importance donnée à la forme littéraire est à peu près générale, mais la recherche stylistique ne conduit pas les auteurs à négliger le développement d'une idée forte. Il est difficile de dégager de cette anthologie une impression d'ensemble. Peut-être ces textes ont-ils en commun cependant à la fois un certain lyrisme et un penchant pour l'ironie, voire le scepticisme. Pas de messianisme ici, ni d'utopies galactiques. L'avenir y apparaît moins comme une frontière ouverte que comme un champ poétique ou que comme une source de réflexion et d'inquiétude. Jusque dans l'humour transparaît une certaine gravité (...).
 »
— Préface, p. 9 et 10

## Liste et résumés des nouvelles

### Une nuit interminable
- Auteur : Pierre Boulle.
- Situation dans l'anthologie : p. 13 à 54.
- Intrigue : Un homme, Oscar Vincent, fait la connaissance d'un voyageur temporel lequel, venant du passé et allant explorer le futur, fait escale à Paris au XXe siècle. Mais aussitôt après, Oscar fait aussi la connaissance d'un autre voyageur temporel qui vient du futur et remonte le temps vers le passé. Il apparaît que ces deux voyageurs temporels sont les représentants de deux civilisations qui se feront la guerre, ou que se sont faites la guerre : allez savoir. Il s'ensuit un ballet temporel assez loufoque et surprenant pour savoir laquelle des deux civilisations va l’emporter, sous les yeux d'Oscar qui ne sait comment sortir de cette situation surprenante.

### Charles Reboisé-Cloison accuse
- Auteur : Gébé (pseudonyme de Georges Blondeaux).
- Situation dans l'anthologie : p. 55 à 65.
- Intrigue : un journaliste se rend à une conférence de presse organisée par Charles Reboisé-Cloison, qui prétend avoir fait une extraordinaire découverte.

### Point de lendemain
- Auteur : Jean-Paul Török.
- Publication : inédit (la première publication est faite dans cette anthologie).
- Remarque : Ne pas confondre cette nouvelle avec Point de lendemain, roman de Vivant Denon.
- Situation dans l'anthologie : p. 66 à 85.
- Intrigue : Dans un futur lointain, au moment où l'Être humain aura tellement évolué qu'on aura du mal à différencier les hommes des hommes-robots, les femmes des femmes-robots, restera-t-il autre chose que la recherche du plaisir sexuel ? L'amour peut-être ? Ce n'est pas sûr. En voici pour preuve l'histoire de Wilno, qui hésite entre deux femmes, Aurora (robot) et Diana (humaine). En fin de compte il choisit Diana mais se fait rejeter par elle, car elle préfère son homme-robot.

### C'est du billard!
- Auteur : Philippe Curval.
- Publication : La première anthologie de la science-fiction française, anthologie (dir. : Alain Dorémieux), mai 1959.
- Situation dans l'anthologie : p. 86 à 100.
- Intrigue : Brève tranche de vie d'un « As du Flipper », qui joue très bien du Gottlieb dans un futur lointain et onirique.
- Liens externes :
  - Sur quarante-deux.org

### La Rose des énervents
- Auteur : Daniel Drode.
- Situation dans l'anthologie : p. 101 à 133.
- Intrigue : la nouvelle évoque un système totalitaire, où même le voyage dans le temps sert à traquer les ennemis politiques.

### Si loin du monde…
- Auteur : Jacques Sternberg.
- Publication : Futurs sans avenir, recueil de nouvelles de Jacques Sternberg, 1971.
- Remarque : nouvelle la plus longue du recueil (66 pages).
- Situation dans l'anthologie : p. 134 à 201.
- Intrigue : Sous couvert d'un récit d'un extraterrestre qui découvre avec surprise puis consternation la façon de vivre des Occidentaux au milieu du XXe siècle, l'auteur critique la société de consommation en Occident.

### Journal d'une ménagère inversée
- Auteur : Juliette Raabe.
- Publication : Fiction, n°120, novembre 1963.
- Remarque : la nouvelle relève du genre fantastique et non pas de la science-fiction.
- Situation dans l'anthologie : p. 202 à 213.
- Intrigue : Dans cette nouvelle a priori déroutante, rédigée sous la forme d'un journal intime, une femme, dont on ne connaît ni le prénom ni l'âge, vit sa vie à l'envers. La nouvelle débute ainsi le samedi 28 janvier à 11 h 57, puis régresse dans le temps, heure par heure, jusqu'au mercredi 25 janvier, alors même que l'héroïne de la nouvelle vit son existence de manière linéaire. À titre d'exemple, une rougeur apparaît sur sa main, puis grossit, puis devient une cloque, avant qu'on découvre qu'elle s'est brûlée à la cuisinière, puis sa main reprend un aspect normal avant la brûlure. Autre exemple : elle met le linge propre dans la machine à laver et le ressort sale. Dernier exemple : quand elle fait sa toilette dans la douche, l'eau sale sort du goulot d'évacuation des eaux et remonte le long de son corps. Lorsque par un coup du sort, le mercredi 25 janvier vers 20 h 34 - 20 h 35, le temps se met à prendre un cours chronologique normal, elle est complètement déboussolée et se dit que « Tout est si absurde d'un seul coup » (dernière phrase de la nouvelle).

### Le Suicide
- Nouvelle uchronique de Claude-François Cheinisse.
- Situation dans l'anthologie : p. 214 à 222.
- Intrigue : Nouvelle uchronique qui évoque pour l'Europe les conséquences d'une absence de Première Guerre mondiale.

### Mission à Versailles
- Auteur : Marcel Battin.
- Publication : Fiction, no 61, décembre 1958.
- Situation dans l'anthologie : p. 223 à 229.
- Remarque : cette nouvelle de sept pages est la plus courte du recueil.
- Intrigue : Dans cette uchronie censée se dérouler dans une année 1997 dystopique, le lecteur suit le rapport administratif rédigé par Paul Carlier au sujet d'une épidémie surgie dans le « Camp iroquois de Versailles ». Le lecteur ignorera néanmoins de quelle épidémie il s'agit et pourquoi il y a des Indiens d'Amérique en France. On peut aussi être désarçonné par l'instruction selon laquelle il ne faut pas « parler aux adultes », si ce n'est qu'il s'agit d'une civilisation dans laquelle ce sont les enfants et adolescents qui commandent les adultes.

### Les Bulles
- Auteur : Gilles Thomas (pseudonyme de Julia Verlanger).
- Situation dans l'anthologie : p. 230 à 252.
- Intrigue : Sur une Terre post-apocalyptique, les humains non contaminés se sont protégés. Ceux qui n'ont pas pu être protégés ont été contaminés, et sont devenus « les Autres », des sortes de zombies repoussants…

### Point de tangence
- Auteur : André Ruellan.
- Publication : Fiction Spécial n°4 : Anthologie de la science-fiction française, 1963.
- Situation dans l'anthologie : p. 253 à 263.
- Intrigue : Un homme, dont on ne connaîtra pas le nom, est apparemment atteint de psychose : il agit d'une manière très bizarre ; il entend une voix qui lui donne des ordres ou des conseils. Placé en hôpital psychiatrique et quitté par sa femme Laura, l'homme entend que la voix lui explique qu'il est au « point de tangence » entre le monde humain, dans l'univers que nous connaissons, et un autre univers peuplé de créatures qui vont venir dans notre univers pour y vivre et le coloniser. Cette voix est-elle le fruit de sa psychose, ou au contraire l'annonce d'une future guerre des humains contre des extraterrestres très sûrs d'eux ?

### Premier Empire
- Auteur : Francis Carsac.
- Publication : Fiction, n°74, janvier 1960.
- Situation dans l'anthologie : p. 264 à 278.
- Intrigue : Dans un futur très lointain, les historiens ont mis au jour des « archives » jadis écrites par les Anciens et datant de la fin du deuxième millénaire et du début du troisième millénaire, faisant état des conquêtes spatiales réalisées par l’humanité. D'après les documents historiques retrouvés, l'humanité a conquis les étoiles grâce au « voyage dans l'hyperespace » et, après diverses guerres contre des espèces extraterrestres, est parvenu à créer un grand Empire spatial. Les historiens et les scientifiques tentent de découvrir les Grands Secrets des Anciens, et notamment le plus important de tous : celui du voyage dans l'hyperespace.

### Nocturne pour démons
- Auteur : Michel Demuth.
- Publication : Fiction, n°125, avril 1964.
- Situation dans l'anthologie : p. 279 à 309.
- Intrigue : Benjad Arglider est chargé par l'Homme en Rouge, représentant de la Ligue de la Nuit, de tuer un Démon, créature servant à l'Omnipotent pour maintenir son pouvoir sur ses sujets. Après une quête initiatique semée d'embûches, Benjad Arglider découvrira avec stupéfaction qu'il était lui-même un Démon, sans même le savoir, et que l'Homme en Rouge était l'Omnipotent lui-même…

### Le Grandiose Avenir
- Auteur : Jean Porte [1].
- Publication : Satellite, n°4, avril 1958.
- Remarque : Nouvelle humoristique.
- Situation dans l'anthologie : p. 310 à 317.
- Intrigue : Le narrateur évoque sur un ton alerte et humoristique le projet de l’ONU d'envoyer des scientifiques dans le futur afin de connaître le développement des sciences dans l'avenir. Les scientifiques, une fois revenus au XXe siècle, permettront ainsi un nouveau développement des connaissances. Après d'interminables palabres stériles au sein de l'ONU, où chaque État tente de faire prévaloir son point de vue et où, en fait, aucun accord ne peut être trouvé, les Français décident de développer leur propre programme temporel. Au bout de 15 ans de travail, le projet aboutit enfin, et l'on envoie des scientifiques (dont le narrateur) vingt siècles dans le futur. Les voyageurs temporels débarquent dans un monde qui n'a pas extraordinairement changé, même si des difficultés naissent en raison de l'évolution de la langue. Un traducteur, qui parle un Français imagé et populaire, les reçoit. Les voyageurs temporels, qui s'enquièrent de l'état des diverses sciences, apprennent qu'aucune évolution n'a eu lieu en vingt siècles, dans la mesure où les esprits les plus brillants du XXe siècle et des siècles ultérieurs sont tous partis dans le futur pour connaître l'évolution des sciences. Et en réalité, ce sont les habitants du quarantième siècle qui leur demandent (à eux !) de leur transmettre des connaissances scientifiques vitales pour leur développement, dont certaines au quarantième siècle sont oubliées depuis longtemps !
- Publications[2] :
  - Satellite, Les Cahiers de la Science Fiction n° 4, 1958.
  - Le Grandiose avenir, éd. Seghers, Constellations, 1975.
  - Les Mondes francs, Le Livre de Poche n° 7096, 1988.
  - Les Maîtres de la science-fiction - Histoires de voyages dans le temps, Le Livre de Poche, n° 7198, 1997.

### Au pilote aveugle
- Auteurs : Nathalie et Charles Henneberg.
- Publication : Le Grandiose Avenir, anthologie (distincte de la nouvelle de Jean Porte citée supra), septembre 1975.
- Situation dans l'anthologie : p. 318 à 340.
- Intrigue : Un officier spatial qui a un besoin urgent d'argent dépose chez North, un usurier aveugle, un étrange animal ramené d'une planète lointaine. Plus tard, l'officier spatial ayant été retrouvé mort, North conserve donc l'animal. Ce dernier s'avère être une « sirène d'Alpha Hydre ». Une lutte va s'engager entre l'aveugle et l'étrange animal extraterrestre. Ce dernier parvient à tuer North, mais sera à son tour tué quand la police spatiale va intervenir dans l'immeuble.

### Ceux d'Argos
- Auteurs : Martine Thomé [3] et Pierre Versins.
- Publication : Fiction, n°62, janvier 1959 .
- Situation dans l'anthologie : p. 341 à 362.
- Intrigue : Le narrateur est un scientifique qui, lors d'expéditions spatiales, est chargé avec ses collègues d'entrer en contact avec des espèces extraterrestres découvertes par des expéditions précédentes. Et justement, les membres du vaisseau doivent aborder la planète Argos. Ils font connaissance avec les Argiens, et le narrateur tombe amoureux d'une jeune et belle argienne prénommée Vrâ. Au bout de quelques mois, il découvrira la terrible malédiction attachée à cette espèce extraterrestre : à chaque hiver, les Argiens dépérissent, se flétrissent, avant de mourir, puis de renaître l'année suivante sous une autre forme. C'est ainsi que Vrâ va, en quelques jours, devenir vieille puis mourir, au grand désespoir du narrateur.

### La Planète aux sept masques
- Auteur : Gérard Klein.
- Publication : 24 passionnants récits d'anticipation, anthologie, juin 1960.
- Remarque : Nouvelle onirique et mystérieuse.
- Situation dans l'anthologie : p. 363 à 381.
- Intrigue : Stello vient d'arriver sur une planète. Il quitte son vaisseau spatial et se rend à la ville la plus proche. Il découvre que les habitants portent tous des masques, de différentes couleurs : masques pourpres, d'or, d'émeraude, de nacre, etc. Doit-il lui aussi porter un masque ? de quelle couleur, de quelle forme ? quelle est la signification profonde du port de masques dans cette planète étrange ? Il fera la rencontre d'une autochtone qui l'aidera à se trouver.

### Comme un oiseau blessé
- Auteur : Gilbert Michel.
- Remarque : Nouvelle sarcastique.
- Situation dans l'anthologie : p. 382 à 397.
- Intrigue : La nouvelle évoque le suicide considéré comme l'un des beaux-arts. Mais quand tout le monde pratique le suicide, que faire pour se démarquer du voisin ?

## Autres chapitres du recueil
- Dictionnaire des auteurs + biographies : pages 399 à 411.
- Table des matières : pages 413-414.